# Gislingegård
Gislingegård er en sædegård, som er dannet i 1730 af Peder Benzon. Gården ligger i Gislinge Sogn, Holbæk Kommune. Hovedbygningen er opført i 1879 i gotisk stil med takkede gavle og frontespice. 
Gislingegaard Gods er på 302 hektar, Hyllegaard og Helgogaard.

## Ejere af Gislingegaard
- (1730-1735) Peder Benzon
- (1735-1739) Jacob Jørgensen
- (1739-1747) H. J. Jacobsen Hvalsøe
- (1747-1748) Claus Buch
- (1748-1749) Enke Fru Buch
- (1749-1757) Albert Phillip Buch
- (1757-1768) O. Mandix
- (1768-1770) Frederik Carl Christian von Støcken
- (1770-1794) Erik Switzer
- (1794-1805) Johannes Frisenborg
- (1805-1806) Lund / Klem
- (1806-1809) Haagen Christian Astrup
- (1809-1828) Simon Groth Clausen
- (1828-1843) Slægten Groth Clausen
- (1843-1870) Herman Frederik Løvenskiold
- (1870-1873) Adolf Gideon Suell
- (1873-1884) V. T. Plenge
- (1884-1896) Slægten Plenge
- (1896) Victor Ræder
- (1896-1899) J. F. Lagoni
- (1899-1912) J. Johannesen
- (1912-1915) F. Ingerslev
- (1915) Udstykningsforening For Sjælland Og Fyns Stifter
- (1915) Christoffersen
- (1915-1918) C. J. Pedersen
- (1918-1929) Heinrich Hansen
- (1929-1937) C. Udsen
- (1937-1939) H. Omøe
- (1939-1988) K. Jornil
- (1988-) Ejnar Dissing